# Stefán Jón Sigurgeirsson
Stefán Jón Sigurgeirsson (ur. 19 maja 1989 w Húsavík) – islandzki narciarz alpejski.

## Kariera
Po raz pierwszy na arenie międzynarodowej pojawił się w 2005 roku, startując na olimpijskim festiwalu młodzieży Europy w Monthey, gdzie zajął 31. miejsce w gigancie i 33. miejsce w slalomie. W 2007 roku wystartował na mistrzostwach świata juniorów w Altenmarkt, zajmując między innymi 34. miejsce w slalomie. Jeszcze dwukrotnie startował na imprezach tego cyklu, jednak nie poprawił osiągnięcia z 2007 roku. W zawodach Pucharu Świata zadebiutował 26 stycznia 2010 roku w Schladming, nie kończąc pierwszego przejazdu w slalomie. Nigdy nie zdobył pucharowych punktów.
Startował w Zimowych Igrzyskach Olimpijskich 2010. Zajął tam 45. miejsce w supergigancie, a slalomu nie ukończył. Brał też udział w mistrzostwach świata w Val d’Isère w 2009 roku, gdzie zajął między innymi 38. miejsce w supergigancie.
W 2011 roku zakończył karierę.

## Osiągnięcia

### Igrzyska olimpijskie
| Miejsce | Dzień     | Rok  | Miejscowość | Konkurencja | Czas biegu | Strata | Zwycięzca          |
| ------- | --------- | ---- | ----------- | ----------- | ---------- | ------ | ------------------ |
| 45.     | 19 lutego | 2010 | Vancouver   | Supergigant | 1:30,65    | +8,78  | Aksel Lund Svindal |
| DNF1    | 23 lutego | 2010 | Vancouver   | Slalom      | 1:39,32    | -      | Giuliano Razzoli   |

### Mistrzostwa świata
| Miejsce | Dzień     | Rok  | Miejscowość | Konkurencja     | Czas biegu | Strata | Zwycięzca          |
| ------- | --------- | ---- | ----------- | --------------- | ---------- | ------ | ------------------ |
| 38.     | 4 lutego  | 2009 | Val d’Isère | Supergigant     | 1:19,41    | +8,06  | Didier Cuche       |
| DNF2    | 9 lutego  | 2009 | Val d’Isère | Superkombinacja | 2:23,00    | -      | Aksel Lund Svindal |
| DNF1    | 13 lutego | 2009 | Val d’Isère | Gigant          | 2:18,82    | -      | Carlo Janka        |
| DNF1    | 15 lutego | 2009 | Val d’Isère | Slalom          | 1:44,17    | -      | Manfred Pranger    |

### Mistrzostwa świata juniorów
| Miejsce | Dzień     | Rok  | Miejscowość | Konkurencja | Czas biegu | Strata | Zwycięzca               |
| ------- | --------- | ---- | ----------- | ----------- | ---------- | ------ | ----------------------- |
| 84.     | 9 marca   | 2007 | Altenmarkt  | Gigant      | 2:14,01    | +24,33 | Marcel Hirscher         |
| 34.     | 10 marca  | 2007 | Altenmarkt  | Slalom      | 1:49,45    | +20,81 | Matic Skube             |
| DNF1    | 27 lutego | 2008 | Formigal    | Slalom      | 1:29,68    | -      | Marcel Hirscher         |
| 50.     | 28 lutego | 2008 | Formigal    | Supergigant | 1:21,02    | +4,96  | Andreas Sander          |
| DNF1    | 29 lutego | 2008 | Formigal    | Gigant      | 1:57,00    | -      | Marcel Hirscher         |
| 41.     | 4 marca   | 2009 | Ga-Pa       | Supergigant | 1:16,64    | +5,32  | Manuel Kramer           |
| 57.     | 4 marca   | 2009 | Ga-Pa       | Zjazd       | 1:39,06    | +5,04  | Andy Plank              |
| 41.     | 6 marca   | 2009 | Ga-Pa       | Slalom      | 1:20,78    | +6,01  | Jesper Riis-Johannessen |

### Puchar Świata

#### Miejsca w klasyfikacji generalnej
- sezon 2009/2010: -

#### Miejsca na podium w zawodach
Sigurgeirsson nigdy nie stanął na podium zawodów PŚ.